# Mikel Bizkarra
Mikel Bizkarra Etxegibel (Mañaria, Biscaia, 21 de agosto de 1989) é um ciclista profissional espanhol que corre na equipa Euskaltel-Euskadi.

## Palmarés
- 2018
  - 1 etapa da Volta a Aragão[1]

## Resultados em Grandes Voltas
| Corrida | Corrida         | 2011 | 2012 | 2013 | 2014 | 2015 | 2016 | 2017 | 2018 | 2019 | 2020 | 2021 |
| ------- | --------------- | ---- | ---- | ---- | ---- | ---- | ---- | ---- | ---- | ---- | ---- | ---- |
|         | Giro d'Italia   | —    | —    | —    | —    | —    | —    | —    | —    | —    | —    | —    |
|         | Tour de France  | —    | —    | —    | —    | —    | —    | —    | —    | —    | —    | —    |
|         | Volta a Espanha | —    | —    | —    | —    | —    | —    | —    | 17.º | 48.º | —    | 46.º |

—: não participa

Ab.: abandono

## Equipas
- Euskadi (2011-2013)
- PinoRoad (2014)
- Gomur-Cantábria Desporto-Ferroatlántica (amador) (2014)
- Murias (2015-2019)
  - Murias Taldea (2015)
  - Euskadi Basque Country-Murias (2016-2019)
- Euskaltel-Euskadi[2] (2020-)